# Eucyrtops riparius
Eucyrtops riparius là một loài nhện trong họ Idiopidae.
Loài này thuộc chi Eucyrtops. Eucyrtops riparius được Barbara York Main miêu tả năm 1957.